# Batalla de Trostianets
La batalla de Trostianets fue un enfrentamiento militar durante la invasión rusa de Ucrania de 2022. La ciudad de Trostianets, en el óblast de Sumy, fue atacada por las fuerzas rusas el 24 de febrero, el primer día de la invasión, como parte de la ofensiva del noreste de Ucrania.

## Batalla
Después de luchar, la ciudad fue capturada por las fuerzas rusas el 1 de marzo de 2022. El cuartel general militar ruso se estableció en la estación principal de trenes de la ciudad. A mediados de marzo, algunas tropas rusas fueron reemplazadas por fuerzas separatistas apoyadas por Rusia. Aproximadamente 800 tropas rusas ocuparon la ciudad. Durante la ocupación, los oficiales de policía ucranianos permanecieron en la ciudad de incógnito, apoyando tanto a los civiles locales como a las fuerzas partisanas que operaban en el área.
Sin embargo, una contraofensiva ucraniana que comenzó el 23 de marzo recapturó la ciudad el 26 de marzo. Durante los combates, el hospital de la ciudad fue bombardeado, y los residentes culparon a las fuerzas rusas. Después del combate y los bombardeos alrededor de las afueras de la ciudad, las tropas rusas se retiraron en gran medida durante la noche antes de la llegada de las fuerzas ucranianas. Un informe de la AFP registró «una docena» de tanques y vehículos blindados destruidos o dañados. The New York Times informó que la comida se había vuelto escasa para cuando la ciudad fue recapturada por Ucrania.
Después de que cesaron los combates, el gobernador regional Dmytro Zhyvytskyi declaró que algunas partes de la ciudad permanecían minadas y que se estaban organizando entradas de ayuda humanitaria.